# پاور بوک ۱۰۰
پاور بوک ۱۰۰ (به انگلیسی: PowerBook 100) یک رایانهٔ قابل حمل شخصی می‌باشد که توسط شرکت اپل طراحی و ساخته شد و در ۱۹ اکتبر ۱۹۹۱ در نمایشگاه رایانهٔ کامدکس در لاس وگاس، نوادا معرفی شد. قیمت این رایانهٔ شخصی ۲٬۳۰۰ دلار آمریکا بوده‌است. این رایانه به سرعت در نسخه‌های بالاتری عرضه شد و رشد فوق‌العاده‌ای داشت. اجزاء این رایانه شامل موتورلا ۶۸۰۰۰، پردازندهٔ ۱۶ مگاهرتز، حافظهٔ ۲-۸ مگابایت، صفحه نمایش ۹ اینچ (۲۳ سانتی متر)، ال‌سی‌دی با ۶۴۰×۴۰۰ پیکسل و سیستم عامل ۷٫۰٫۰٫۱ بوده‌است. طراحی این رایانه منحصر به فرد بوده‌است و فاقد دیسک فلاپی بوده‌است.
در آن زمان افسر ارشد اجرایی اپل، جان اسکالی این پروژه را در سال ۱۹۹۰ آغاز کرد و ۱ میلیون دلار برای اپل بازاریابی کرد. با وجود بودجهٔ بازاریابی کم، پاور بوک یک موفقیت جدید بوده‌است و اپل در سال اول تولید ۱ میلیارد دلار از این رایانه درآمد کسب کرد. طراحی اصلی پاور بوک ۱۰۰ بر عهدهٔ سونی و با همکاری اپل در طراحی داخلی بوده‌است. در ۳ سپتامبر ۱۹۹۲، تولید این رایانه متوقف شد و پاور بوک ۱۴۵ جایگزین او شد. این رایانه بارها مورد تحسین جهانی قرار گرفته‌است. در سال ۲۰۰۶ این رایانه به عنوان دهمین ابزار بزرگ جهان در تمام دوران معرفی شد. هم چنین در سال ۲۰۰۵، مجلهٔ تلفن همراه ایالات متحده آمریکا، این رایانه را بزرگترین ابزار در تمام دوران خواند.

## مشخصات
| اجزاء          | مشخصات                                                                        |
| -------------- | ----------------------------------------------------------------------------- |
| صفحه نمایش     | ۹ اینچ (۲۳ سانتی متر) سیاه و سفید، ال‌سی‌دی، نور پس زمینه نمایشگر ۴۰۰×۶۴۰ پیکسل |
| ذخیره سازی     | هارد دیسک داخلی ۴۰-۲۰ مگابایت، خارجی (فلاپی) ۳٫۵ (اختیاری)                    |
| پردازنده       | موتورلا ۶۸۰۰۰ مگاهرتز                                                         |
| سرعت           | ۱۶ مگاهرتز                                                                    |
| حافظه          | ۲ مگابایت قابل ارتقاء به ۸ مگابایت                                            |
| حافظهٔ خواندنی  | ۲۵۶ کیلوبایت                                                                  |
| شبکه           | اپل تاک، مودم (اختیاری)                                                       |
| باتری          | ۳ ساعت قابل شارژ، ۳٫۵ ولت - لیتیوم باتری                                      |
| بدنه           | ۸٫۵ اینچ (۱٫۸×۱۱ اینچ)، ۲۳ سانتی متر، ۲٫۳۱ کیلوگرم (۵٫۱ پوند)                 |
| اتصالات        | رومیزی، صفحه کلید، ماوس، چاپگر، مودم، درایور فلاپی، هدفون                     |
| سیستم عامل     | سیستم عامل‌های ۶٫۰٫۸ال، ۷٫۰٫۱-۷٫۵٫۵                                            |
| توسعهٔ حافظه    | ۱× سریال مودم                                                                 |
| صدا            | ۸ بیتی مونو ۲۲ کیلوهرتز                                                       |
| شکل سیستم عامل | ۲۴                                                                            |
| نام کد         | الوود، جیک، اوشانتر و بس، آساهی، کلاسیک، درینگر، روزباد، و ساپورو             |